# Astragalus imitensis
Astragalus imitensis är en ärtväxtart som beskrevs av Syed Irtifaq Ali. Astragalus imitensis ingår i släktet vedlar, och familjen ärtväxter. Inga underarter finns listade i Catalogue of Life.